# 周訓 (萬曆庚戌進士)
周訓（1577年—1619年），字若甫，號醒愚，湖廣衡州府耒陽縣籍，江西安福縣人，明朝政治人物。

## 生平
萬曆三十一年（1603年）癸卯科湖廣鄉試八名舉人，萬曆三十八年（1610年）庚戌科會試二百七十三名，第三甲第一百二十二名進士。戶部觀政，授廣東肇慶府高要縣知縣。萬曆四十三年（1615年）丁憂去職。萬曆四十五年（1617年）補唐縣，萬曆四十六年（1618年）陞刑部山東司主事，次年卒。

## 家族
曾祖周昊；祖周益；父周繼旦；母蕭氏。兄周誥（監生），弟周詔；周謨。子士枋；士楷；士相。